# Trattato di Knäred
Il trattato di Knäred segna la fine della guerra di Kalmar, tra il regno si Svezia e quello di Danimarca-Norvegia. L'accordo avviene grazie alla mediazione inglese.

## Stipula del trattato
Gli incontri iniziarono il 29 novembre 1612 al confine tra lo Småland e Scania, durarono sei settimane. Si svolsero sul ponte al confine tra i due regni nei pressi di Markaryd.
I delegati che parteciparono alle trattative furono Axel Oxenstierna, N. Bielke, G. Stenbock e H. Horn per la Svezia, K. Friis ed altri tre membri del consiglio per la parte danese.
I danesi soggiornarono a Knäred mentre gli svedesi avevano base a Ulsbäck.

## Condizioni
Il trattato riporta alla stessa situazione del trattato di Stettino del 1570. Entrambi i regni dovettero rinunciare alle conquiste fatte, dunque la Svezia cedette lo Jämtland e lo Härjedalen alla Danimarca e rinunciò alle pretese che avanzava sul castello di Sone nell'isola di Ösel. La Danimarca dal canto suo riconsegnò Kalmar, Borgholm e Öland ma tenne la città di Göteborg la nuova e la vecchia lödöse e la fortezza di Älvsborg con i distretti di Askim, Hisingen, Sävedalen, Bollebygd, Ale, Vatle e Flundre fino al pagamento del riscatto di un milione di riksdaler nel tempo limite di 6 anni.

## Concessioni
Entrambi i sovrani potranno portare nei loro emblemi il simbolo delle tre corone, senza però che questo dia loro l'autorità di rivendicare le terre ed i possedimenti dell'altro regnante.

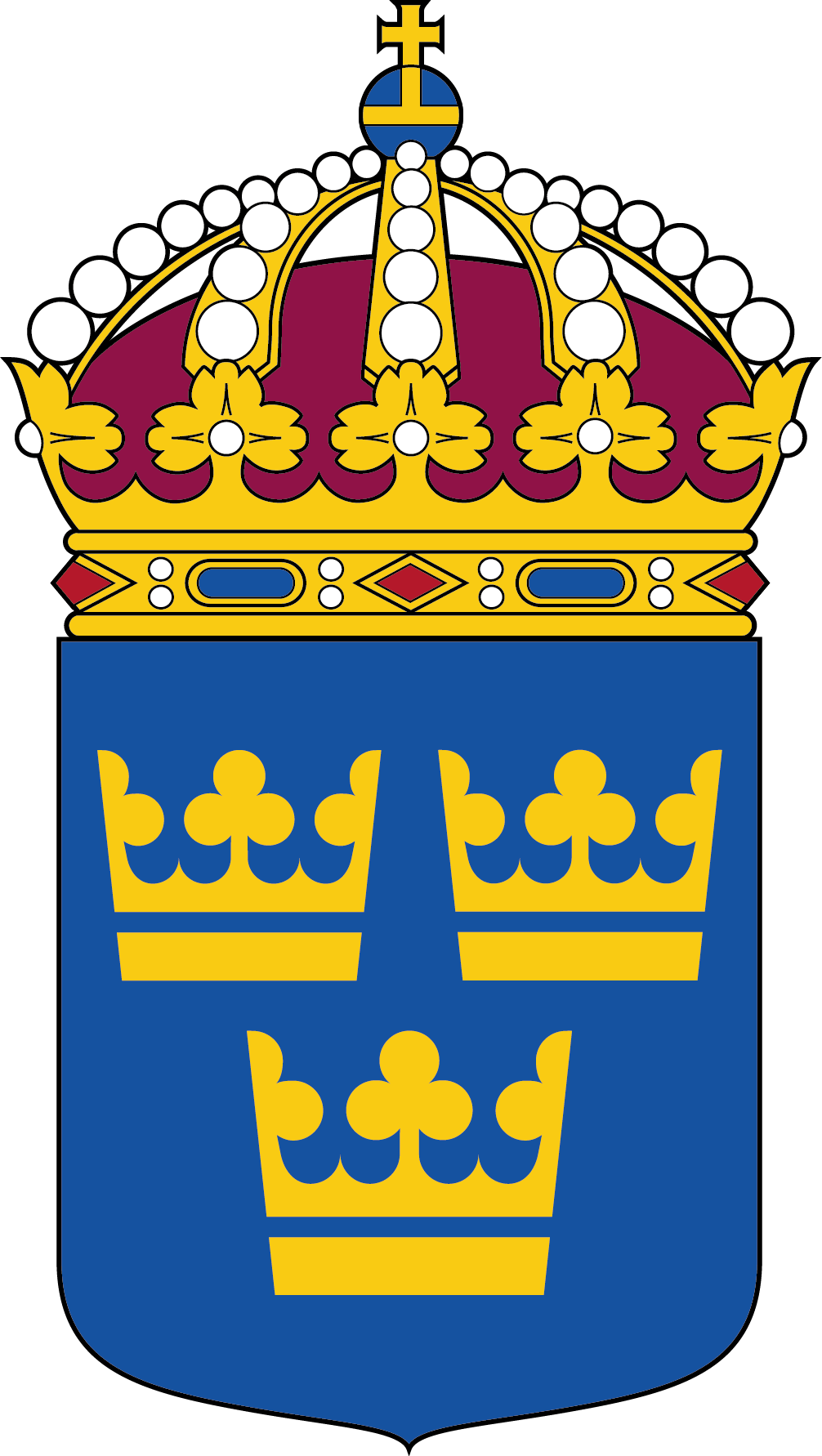
tre corone, stemma svedese

I commerci avverranno liberamente tra le due nazioni senza alcun dazio da pagare, venne inoltre riconosciuta da parte svedese il diritto del sovrano danese di riscuotere le tasse nelle terre dei Lapponi.

## Firma
La firma del trattato avvenne il 20 gennaio 1613 alla presenza dei due mediatori inglesi inviati da Giacomo I d'Inghilterra, J. Spens e R. Anstrater.